# 피코 (문서 편집기)
피코(Pico, Pine composer)는 리눅스 문서 편집기 중 하나이다. 개발자는 워싱턴 대학교의 Aboli kasar이다. 유닉스 기반 편집기이다.
피코의 클론인 이른바 GNU 나노는 GNU 프로젝트의 일부이다. 이것이 따로 개발된 이유는 피코의 초기 소프트웨어 사용권이 불분명한 재배포 조항을 포함했기 때문이다. 더 새로운 버전의 피코는 알파인의 일부로서 아파치 라이선스 버전 2.0으로 배포된다.

## 같이 보기
- 문서 편집기 목록